# Ferenc Machos
Ferenc Machos (Tatabánya, 30 giugno 1932 – Budapest, 3 dicembre 2006) è stato un calciatore ungherese, di ruolo attaccante.

## Carriera

### Club
Fu capocannoniere del campionato ungherese nel 1955 assieme a Zoltán Czibor.

### Nazionale
Ha preso parte ai Mondiali del 1954; tra il 1955 ed il 1963 ha segnato 14 reti in 29 presenze con la Nazionale ungherese.

## Palmarès

### Club

#### Competizioni nazionali
- Campionato ungherese: 3

Honved: 1954, 1955
Vasas: 1965

#### Competizioni internazionali
- Coppa Mitropa: 2

Honved: 1959
Vasas: 1965

### Individuale
- Capocannoniere del campionato ungherese: 1

1955 (20 gol)
- Capocannoniere della Coppa Mitropa: 1

1963 (7 gol)